# Sorex jacksoni
Sorex jacksoni of de Saint Lawrence spitsmuis is een zoogdier uit de familie van de spitsmuizen (Soricidae). De wetenschappelijke naam van de soort werd voor het eerst geldig gepubliceerd door Hall & Gilmore in 1932.

## Leefomgeving
De soort komt voor in het Amerikaanse eiland St. Lawrence dat gesitueerd is in de Beringzee te Alaska, Verenigde Staten. De spitsmuizen uit Alaska leven in moerassen en heuvelachtige velden in een toendra-gebied. Tijdens de winter kunnen ze zich nestelen in panden waar gedroogd of bevroren vlees wordt opgeslagen.